# Josef Bárta
Josef Bárta, o anche: Barrta, Bartha e Bartta (Praga, 1746 circa – Vienna, 13 giugno 1787), è stato un compositore e organista ceco.

## Biografia
Inizialmente sino al 1772 Bárta fu attivo come organista presso due chiese monastiche di Praga. Successivamente si trasferì a Vienna, dove produsse il suo primo lavoro operistico, il dramma giocoso La diavolessa, rappresentato il 18 luglio 1772 al Burgtheater. Diversi anni prima che Wolfgang Amadeus Mozart mettesse in scena Die Entführung aus dem Serail (Il ratto dal serraglio), Bárta, così come i coevi Umlauf, Benda, Ordonez, Asplmayr e altri, diede un contributo all'opera comica tedesca rappresentando alcuni singspiel, nell'ambito del progetto del Singspiel Nazionale Viennese fondato dall'imperatore Giuseppe II. Questi suoi lavori teatrali ebbero una certa popolarità, tant'è che le arie dei singspiel furono arrangiate per orchestre da camera. Per quanto invece concerne la musica strumentale, le sue composizioni più importanti sono le sinfonie. Alcune di queste furono composte durante gli anni giovanili trascorsi nella capitale boema, mentre le ultime 5 risalgono agli anni 1774 e 1776-7. Gran parte delle sue sinfonie seguono la struttura della sinfonia italiana, componendosi di tre movimenti (Allegro-Andante-Allegro); il primo e l'ultimo movimento sono generalmente in forma sonata; quelle in chiavi minori talvolta presentano anche una lenta introduzione. I suoi migliori lavori sinfonici sono quelli caratterizzati dall'espressivo stile dello Sturm und Drang, tipicamente in uso nella Germania e nell'Austria dei primi anni settanta del Settecento.

## Composizioni

### Opere
- La diavolessa (dramma giocoso su libretto di Carlo Goldoni, 1772, Vienna)
- Da ist nicht gut zu rathen (opera comica, libretto di Gottlieb Stephanie, 1778, Vienna)
- Der adeliche Taglöhner (singspiel originale comico, libretto di Joseph Weidmann, 1780, Vienna)
- Die donnernde Legion (oratorium originale, libretto di P. Weidmann, 1781, Vienna)
- Il mercato di Malmantile (dramma giocoso, libretto di Francesco Bussani, dopo Carlo Goldoni, 1784, Vienna)

### Musica strumentale
- 13 sinfonie
- 18 quartetti per archi, op. 1
- 9 sonate per fortepiano/clavicembalo op. 2
- Parthia ex in do magg. per 2 oboi, 2 corni e 2 fagotti